# Erythemis plebeja
Erithemis plebeja (Burmeister, 1839) é uma Odonata neotropical pertencente a subordem Anisoptera, família Libellulidae. A espécie é conhecida popularmente por libélula cauda-de-alfinete. As libélulas também são conhecidas pelos nomes lava-bunda, lavadeira, cavalo-de-judeu, zig-zag, jacinta e donzelinha, entre outros.

## Etimologia
Erythemis – (Hagen, 1861), do grego e̍rythrós, vermelho, e Themis, deusa grega da ordem e da justiça. Presume-se que Hagen escolheu Themis, tanto para respeitar a m oda vigente à época, que consistia em dar um nome relacionado à mitologia, quanto por ser particularmente bem adaptada à taxonomia, a ciência que visa descrever, ordenar e classificar famílias, gêneros e espécies. O qualificador vermelho, se explica pelo fato de Hagen ter incluído neste novo gênero três espécies cujos abdômens masculinos são vermelhos ou ferruginosos.
Plebeja – do latim plēbs ou plēbes, a classe do povo da Roma Antiga, os plebeus (por oposição aos patrícios, a classe nobre). No sentido figurado: ordinário, comum.

## Distribuição geográfica
Erithemis plebeja é uma Libellulidae de ampla distribuição geográfica  que ocorre na América do Norte (Texas e Flórida nos EUA e México), América Central, incluindo as Antilhas, e América do Sul, com excessão do Chile. No Brasil, ocorre em todos os biomas e em todas as bacias hidrográficas.

## Morfologia
Macho – labium preto ou marrom, com ou sem uma faixa longitudinal escura ao longo da região mediana. Testa e partes superiores marrons ou pretas com reflexos violáceos. Tórax marrom com manchas amarelas ou completamente preto com ou sem uma faixa mais clara na região dorsal. Fêmur marrom, parte anterior marrom e parte posterior preta ou completamente preta. Tíbia completamente marrom. Abdômen marrom, preto com manchas amarelas ou marrons, ou completamente preto com pruiniscência. Apêndice abdominal superior marrom, preto com marrom, ou completamente preto. Asas com uma mancha basal marrom ou preta e pontas esfumaçadas.
Fêmea – labium amarelo ou preto com manchas amarelas, amarelo com manchas marrons ou completamente marrom, com áreas marrons mais escuras e uma faixa preta longitudinal na seção média. Testa marrom, verde, amarela, amarela com manchas marrons com ou sem reflexos violetas. Vertex amarelo com reflexos verdes e uma borda anterior preta, completamente marrom ou pret, amarelo ou verde com manchas marrons ou marrom com marcas pretas. Tórax marrom, amarelo com reflexos verdes ou marrom com marcas amarelas. Alguns espécimes têm um tórax marrom com áreas mais escuras. Uma faixa de cor clara aparece na região dorsal do tórax. Tíbia e fêmur são completamente marrons ou pretos ou marrons com áreas pretas. Alguns espécimes têm sombras na tíbia. Abdômen: marrom ou preto com manchas amarelas, marrom com manchas pretas ou marrom com manchas amarelas e pretas. Os apêndices abdominais são marrons, amarelos com um ápice marrom ou marrons com quartos traseiros pretos. Asas com uma mancha basal amarela, marrom ou preta, com ápice esfumaçado. O dorso é amarelo com margem costal marrom ou preta.
Larva – uma característica que diferencia a larva de E. plebeja de outras larvas do gênero é a presença de oito cerdas palpais.

## Ecologia
E. plebeja habita lagos e águas represadas e apresenta um padrão comportamental que a classifica como uma espécie de poleiro. A postura mais comum observada é a de poleiro de asas caídas. É uma espécie  agressiva e territorialista. Os machos se encontram empoleirados em galhos secos de vegetação próximos ao solo ou, usualmente, no próprio solo, em áreas adjacentes a corpos d'água, constantemente praticando agressões heteroespecíficas. A atividade dos machos de E. plebeja restringe-se ao período entre 10:00 e 16:00 horas, com pico de abundância às 14:00 horas, horário de maior temperatura do ar. Após o período de pico das atividades territoriais e reprodutivas (cópula e oviposição) diminui acentuadamente. A grande quantidade de tempo que os machos passam defendendo seu território pode ser atribuida, em parte, à sua alta capacidade de termorregulação por irradiação. Os machos são comumente observados simulando atividade de oviposição, um comportamento aparentemente altruísta provavelmente destinado a atrair organismos predadores, como sapos, para se alimentarem deles, o que levaria ao aumento da sobrevivência de fêmeas e filhotes.